# Serafima Amóssova
Serafima Taràssovna Amóssova (en rus: Серафи́ма Тара́совна Амо́сова) (20 d'agost de 1914 - 17 de desembre de 1992) fou comandant adjunta del 46è Regiment «Taman» de Guàrdies de Bombarders Nocturns durant la Gran Guerra Patriòtica.

## Infància i joventut
Serafima Amóssova va néixer a Sibèria el 20 d'agost de 1914 en una família treballadora; el seu pare treballava al dipòsit local del ferrocarril de Txernoretxenskaia. El seu avi, Anton Amóssov, s'havia traslladat a Sibèria a finals del segle xix des de Belarús.
Després de graduar-se de l'escola el 1929 es va unir al Komsomol i va trobar feina com a líder d'un destacament de pioners. El 1933 va ser delegada de la Conferència de la Unió General de Treballadors Pioners a Moscou. Al mateix temps, somiava amb convertir-se en pilot, i va ser admesa a l'OSSOAVIAKHIM però va estavellar el seu planador el dia del seu vol de graduació. Després de recuperar-se de les ferides, va assistir a l'Escola d'Aviació de Tambov. El 1936 es va graduar amb honors i va rebre la llicència de pilot. Després d'això, Amóssova va tornar a treballar a la seva terra natal, a Sibèria, on va treballar per a Aeroflot com a pilot de la ruta Moscou-Irkutsk. Després de l'escalada de la Segona Guerra Mundial, el gener de 1941, va ser nomenada comandant de l'esquadró per entrenar militars a l'aeroport de Ianaul, Baixkortostan.

## Carrera militar
Només uns dies després de la invasió alemanya de la Unió Soviètica el 1941, Amóssova i diverses altres instructores van enviar una carta on demanaven que se les enviés al front de guerra. Mentre els estudiants masculins eren desplegats al front de guerra, a les instructores de vol se'ls va dir que romanguessin a Baixkortostan per formar nous cadets. Després de més persistència, van ser cridades per Marina Raskova, fundadora de tres regiments d'aviació femenins. Després de rebre aquesta carta, va viatjar immediatament a Moscou per reunir-se amb Raskova, que la va acceptar al regiment. Després de graduar-se a l'Escola d'Aviació Militar d'Engels el maig de 1942, amb el rang de tinent, va ser desplegada al Front Sud com a comandant d'esquadró.
Serafima Amóssova va demostrar un gran heroisme en combat. El setembre del 1942, va ser una de les primeres en rebre l'Orde de la Bandera Roja. Era descrita com un pilot excel·lent i prudent pels seus col·legues que recordaven que mai va aixecar la seva veu o es va enutjar. En la seva primera missió, va volar amb la navegant Larissa Litvinovaseguint atentament el pla de la comandant del regiment, Ievdokia Berxànskaia, i Sofia Burzaieva
.
| « | En una missió, quan Amóssova volava com a pilot per bombardejar el quarter general de l'enemic, va retardar la caiguda de les seves bombes a causa de la manca de foc antiaeri quan volava sobre el blanc, atès que esperava foc antiaeri d'un objectiu tan important. En sospitar que estaven en un lloc equivocat, va tornar a un punt de control aeri i va fer una altra passada, però es va tornar a trobar amb la manca de foc antiaeri. Es va sorprendre que un objectiu tan important per al bombardeig no estigués protegit per artilleria antiaèria, així que va tornar al punt de control i va fer una tercera aproximació, després de la qual van alliberar les bombes i esperaren a veure si hi havia contraatacs. Només després de deixar caure les bombes, l'Eix va llançar els seus projectils antiaeris, probablement perquè no volia indicar la posició del blanc. | » |

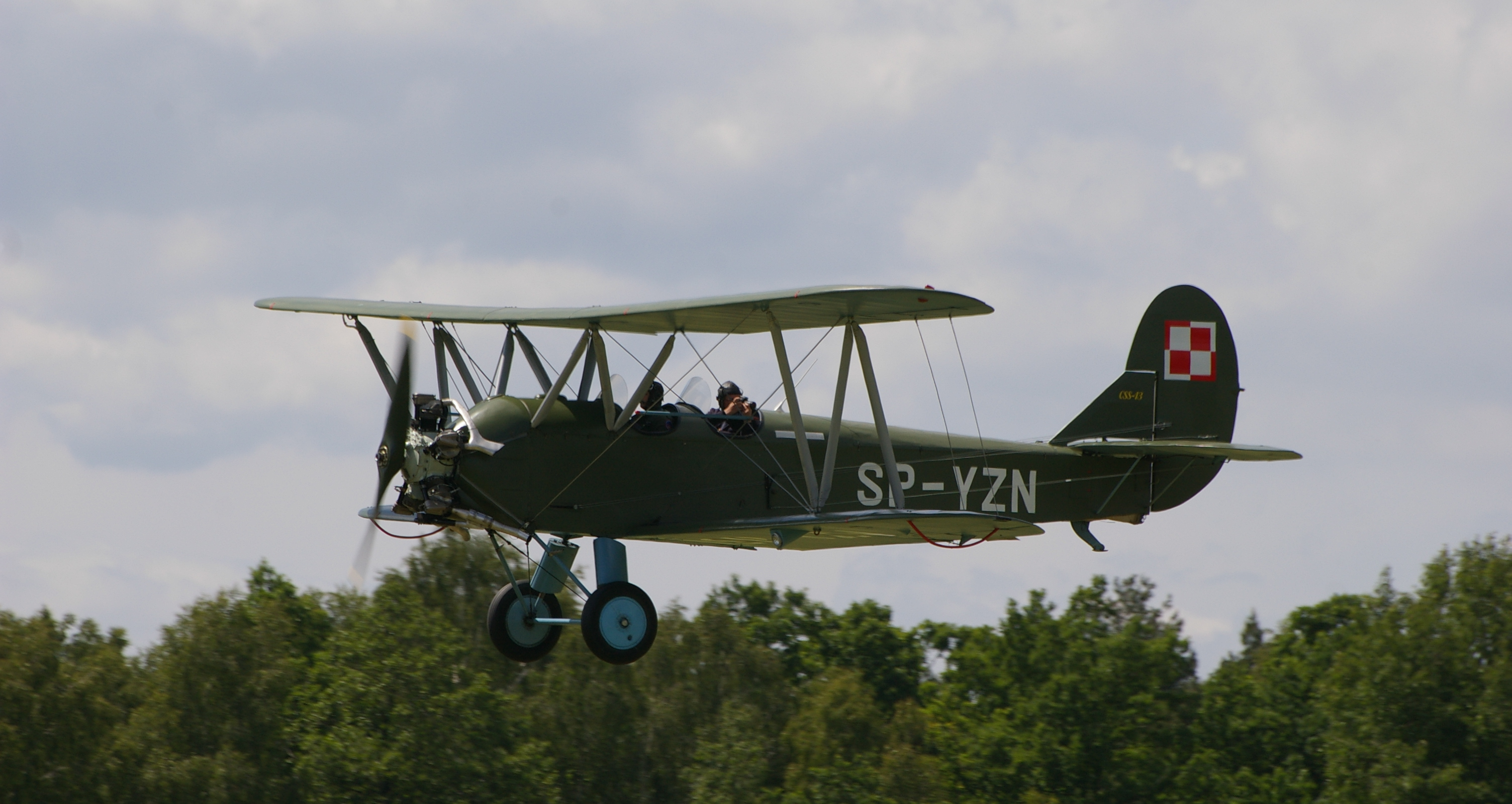
Avió Po-2 en què van volar pilots del Regiment d'Aviació "Taman"

A més de les missions de combat, Amóssova entrenava els nouvinguts i tornava a entrenar els navegants perquè es convertissin en pilots. A més, també feia missions especials. Més de quatre-cents vegades va volar al front durant el dia, i més de seixanta vegades va anar a la recerca de llocs d'aterratge a les àrees de distribució, ja que els aeròdroms especials no podien acollir el replegament dels avions lleugers Po-2.
Va realitzar un total de 555 missions a la guerra, i va participar en campanyes nocturnes de bombardeig al Caucas del Nord, Stàvropol, Kuban, Novorossiïsk, Crimea, Kuban, Kertx, Belarús i Polònia. Durant l'assalt de Novorossiïsk, el grup d'Amóssova va realitzar 233 sortides. Al llarg de la guerra va rebre dues Ordes de la Bandera Roja,l'Orde d'Alexandre Nevski,l'Orde de l'Estrella Rojal'Orde de la Guerra Patriòticai la Medalla de la defensa del Caucas.

## Vida posterior
Poc després de la guerra, Serafima es va casar amb un pilot militar Ivan Andréievitx Taranenko i va adoptar el seu cognom. La parella va tenir tres fills, que també van treballar en el món de l'aviació o van servir a l'exèrcit. Va treballar com a editora d'una revista i fent xerrades als joves sobre patriotisme.
Va morir a Moscou el 17 de desembre de 1992. Fou sebollida al cementiri de Novodèvitxi.